# Krembangan Selatan
Krembangan Selatan is een bestuurslaag in het regentschap Soerabaja van de provincie Oost-Java, Indonesië. Krembangan Selatan telt 12.244 inwoners (volkstelling 2010).